# Liste der Hallmark-Channel-Sendungen

Senderlogo von Hallmark Channel

Die Liste der Hallmark-Channel-Sendungen enthält eine Aufzählung von Sendungen und Serien, die bei Hallmark Channel ausgestrahlt werden bzw. wurden.

## Aktuelle Sendungen

### Eigenproduktionen
- Home and Family (seit 2012)
- Cedar Cove – Das Gesetz des Herzens (seit 2013)
- Janette Oke: Die Coal Valley Saga (seit 2014)
- Signed, Sealed, Delivered (seit 2014)

### Fremdproduktionen
- Cheers
- Frasier
- Golden Girls
- I Love Lucy
- Unsere kleine Farm
- The Middle
- Die Waltons

## Ehemalige Sendungen

### Fremdproduktionen
- Eine himmlische Familie
- The Addams Family
- ALF
- Alfred Hitchcock präsentiert
- America's Funniest Home Videos
- The Beverly Hillbillies
- Verliebt in eine Hexe
- Big Valley
- The Bob Newhart Show
- Bonanza
- Drei Mädchen und drei Jungen
- Diagnose: Mord
- Doc
- Doogie Howser, M.D.
- Dr. Quinn
- Allein gegen die Zukunft
- Emeril's Table
- Harrys Nest
- Der Equalizer
- Everyday Food
- The Facts of Life
- Familienbande
- From Martha's Garden
- From Martha's Home
- From Martha's Kitchen
- Gilligans Insel
- Good Wife
- Happy Days
- Hart aber herzlich
- Hawaii Fünf-Null
- Ein Käfig voller Helden
- Hör mal, wer da hämmert
- Bezaubernde Jeannie
- JAG – Im Auftrag der Ehre
- Deckname Jane Doe
- Kojak
- Laura McKenzie's Traveler
- Mad Hungry with Lucinda Scala Quinn
- Martha Bakes
- M*A*S*H
- Die glorreichen Sieben
- Marie
- Marshal Dillon
- The Martha Stewart Show
- Mary Tyler Moore
- Matlock
- McBride
- The Munsters
- Die Muppet Show
- Muppet Babies
- Mord ist ihr Hobby
- Mystery Woman
- Meine drei Söhne
- New Morning with Timberly Whitfield
- Northern Exposure
- Numb3rs
- The Partridge Family
- Perry Mason
- Petkeeping with Marc Morrone
- Picket Fences
- Rawhide
- Rescue 911
- The Rockford Files
- Westlich von Santa Fé
- Verbotene Geschichten - Als Jesus unerwünscht war
- Ein Hauch von Himmel
- Die Leute von der Shiloh-Ranch
- Walker, Texas Ranger
- Whatever with Alexis and Jennifer
- Whatever, Martha!
- Whatever, You're Wrong!
- Wer ist hier der Boss?
- Who Let the Dogs Out?
- Zoobilee Zoo